# Krwawa pięść IV: Śmiertelna próba
Krwawa pięść IV: Śmiertelna próba (tytuł oryg. Bloodfist IV: Die Trying) – amerykański film akcji z roku 1992, trzeci sequel filmu Krwawa pięść (1989) Terence’a H. Winklessa.